# Sonnenburg (Bad Freienwalde (Oder))

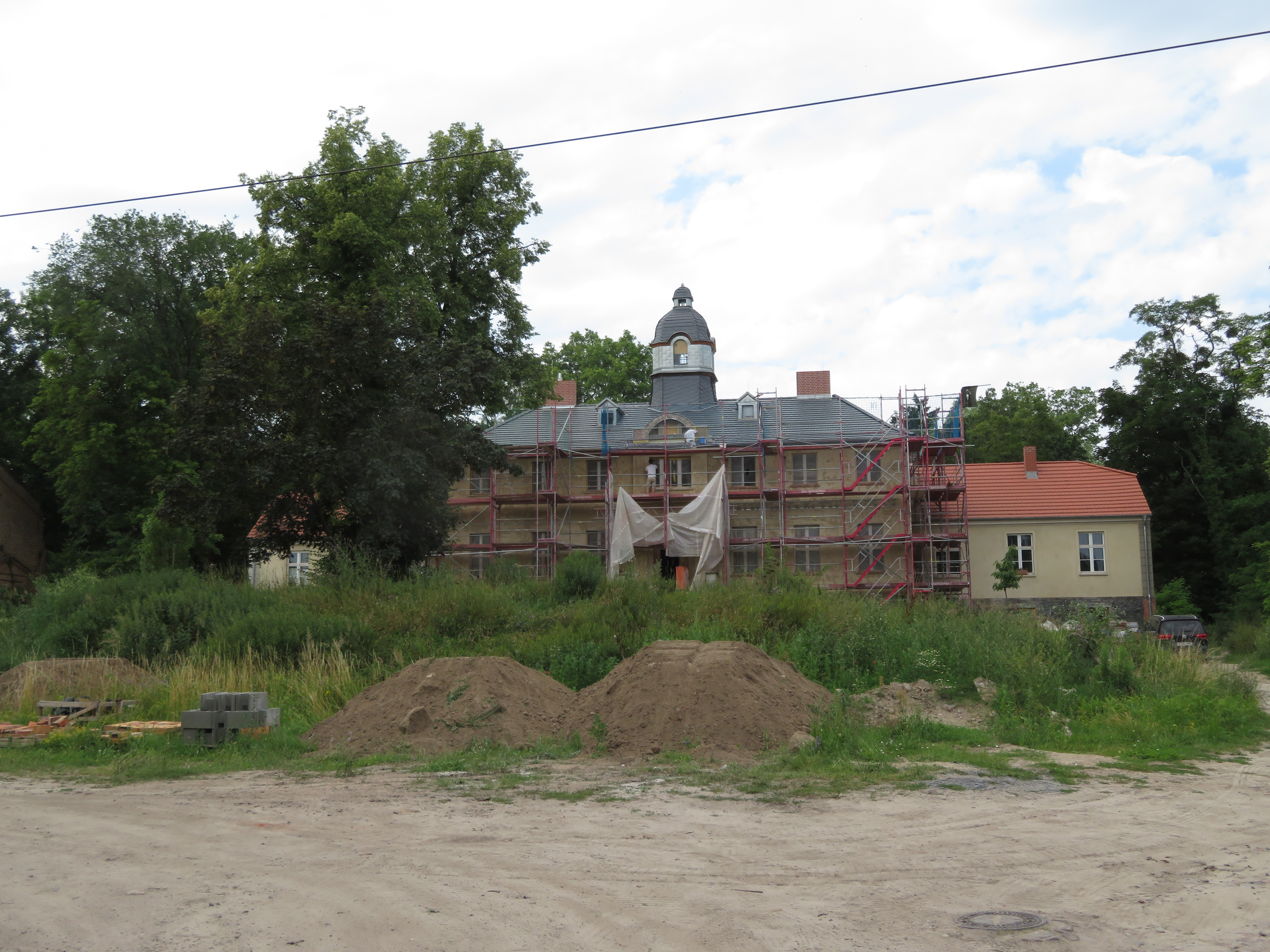
Gutshaus Sonnenburg (2023)

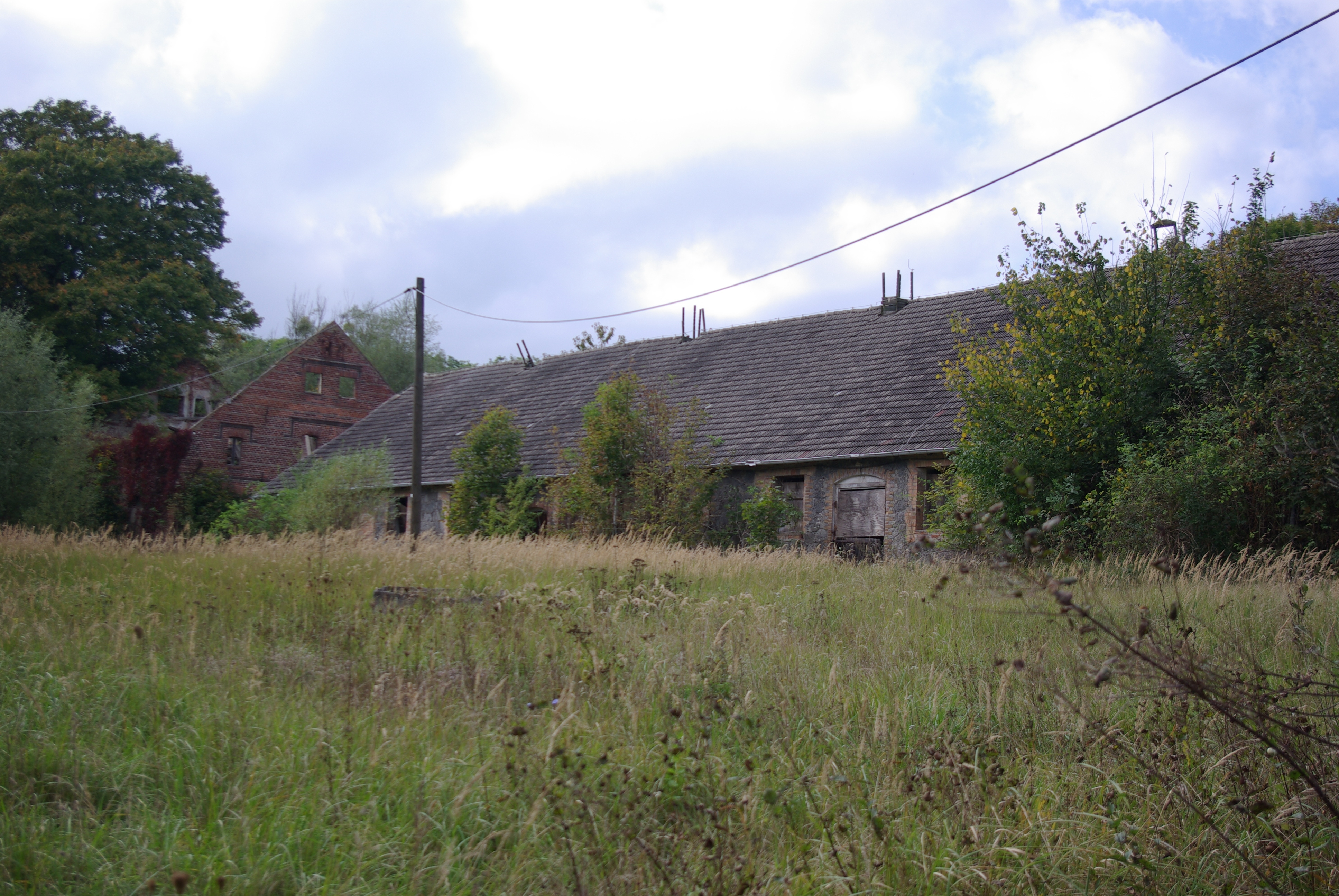
Die Pferdeställe

Sonnenburg ist ein bewohnter Stadtteil der Stadt Bad Freienwalde (Oder) im Landkreis Märkisch-Oderland (Brandenburg). Bis Anfang des 17. Jahrhunderts stand hier ein Schloss der von Uchtenhagen, das in der darauf folgenden Zeit verfiel. Dabei lag auch ein Wirtschaftshof, der 1618 nach dem Übergang der von Uchtenhagenschen Güter in landesherrlichen Besitz in ein Vorwerk des Amtes Freienwalde umgewandelt wurde. Aus diesem Wirtschaftshof bzw. Vorwerk entstand der heutige Ort, der von 1929 bis zu seiner Eingemeindung in die Stadt Bad Freienwalde (Oder) im Jahre 1957 eine selbständige Gemeinde war.

## Geographische Lage
Sonnenburg liegt knapp 5 km Luftlinie von der (Kern-)Stadt Bad Freienwalde (Oder) und knapp 4 Kilometer südwestlich von Altranft entfernt. Etwa 1,5 km südlich des Ortes liegt der Franzenshof, ein zum Ortsteil Lüdersdorf der Stadt Wriezen gehörender Wohnplatz. Der Ort liegt in einer Waldlandschaft mit Heide und Seen. Er ist über Altranft und über eine Straße von Bad Freienwalde zu erreichen. Die Gemarkung Sonnenburg grenzt im Norden an die (Kern-)Stadt Bad Freienwalde, im Osten an Altranft und Rathsdorf, im Süden an Lüdersdorf und im Südwesten und Westen an die Gemarkung Haselberg.
Direkt nördlich an die Bebauung schließt sich das wieder geflutete Schwarze Luch an. Östlich der Bebauung hat sich im ehemals ausgetrockneten Sandpfuhl erneut ein kleiner Teich gebildet. Südwestlich liegen zwei weitere kleine Teiche; nordwestlich liegt ein fast kreisförmiger weiterer Teich. Etwa einen Kilometer westlich liegt der etwas größere Baasee mit der „Waldschenke am Baasee“. Im Jahre 2005 lebten etwa 100 Einwohner im Ort.

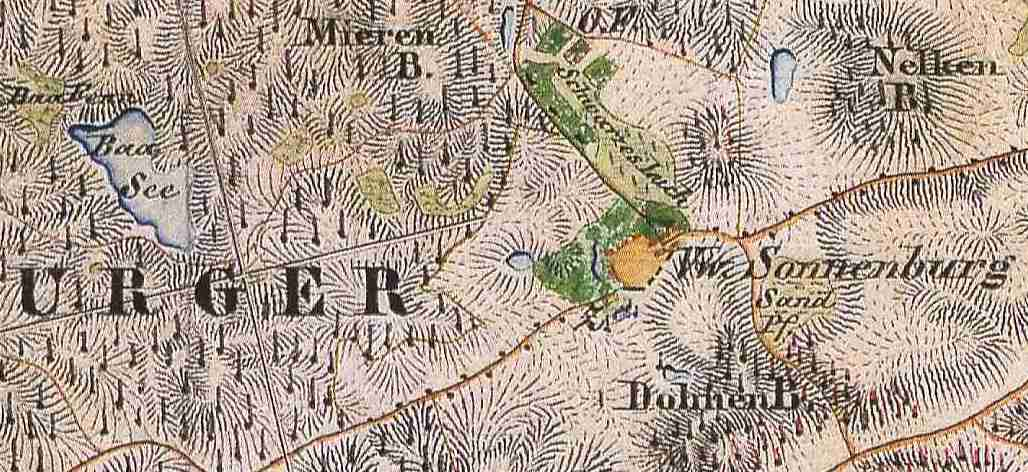
Sonnenburg auf dem Urmesstischblatt 3250 Bad Freienwalde von 1844

## Geschichte
Im Landbuch von 1375 wird ein Sonnenberg oder Sonnenburg im Barnim mit folgenden Worten beschrieben.

„Sunnenberg (andere Schreibweise Sunnenborg) est totata deserta, ut dicit.“

Es ist allerdings zweifelhaft, ob es sich um das hier beschriebene Sonnenburg handelt. Das im Landbuch erwähnte Sonnenburg steht aber im Kontext der Ortschaften Garzau, Gielsdorf, Hasenholz, Lichtenow, Zepernick und Willmersdorf. Rudolf Schmidt nimmt deshalb an, dass diese Wüstung auch dort lag. Dagegen identifizieren Ernst Fidicin und das Historische Ortslexikon das wüste Sonnenburg des Landbuches mit dem hier beschriebenen Ort. Er wäre bis Mitte des 14. Jahrhunderts wüst gefallen und im 15. Jahrhundert wieder besiedelt worden.
Rudolf Schmidt berichtet eine andere Geschichte zur Entstehung des hier beschriebenen Ortes Sonnenburg. 1341 gestattete der brandenburgische Markgraf Ludwig I. („der Brandenburger“ oder „der Ältere“) den Brüdern Henning und Arndt von Uchtenhagen, in ihrer Stadt Sonnenburg in der Neumark (Kreis Oststernberg bzw. dessen Vorgänger-Kreis Sternberg) oder in deren Gebiet eine feste Burg anzulegen. 1351 verhängte Papst Clemens VI. den Kirchenbann über Ludwig und seine Parteigänger, darunter auch über die von Uchtenhagen, wegen eines Streites zwischen Markgraf Ludwig und dem Bischof von Lebus Apetzko Deyn von Frankenstein. 1354 kam es zum Vergleich (inzwischen schon zwischen Ludwig II. und dem Lebuser Bischof Heinrich von Banz), in dessen Folge die von Uchtenhagen die Stadt Sonnenburg an den Bischof von Lebus abtreten mussten. Daraufhin erbauten sie in ihrer Herrschaft Freienwalde ein neues Schloss und nannten es zur Erinnerung an den verlorenen Besitz in der Neumark ebenfalls Sonnenburg. Widersprüchlich zu dieser Geschichte ist, dass dieses neu gegründete Sonnenburg nicht im Landbuch verzeichnet ist. Vielleicht können archäologische Funde klären, ob die eine oder die andere Geschichte zur Entstehung von Sonnenburg stimmt (bspw. durch den Fund von frühdeutschen Scherben). Die Burg war um 1600 noch intakt.

### 17. Jahrhundert
Nach dem erbenlosen Tod des Hans von Uchtenhagen 1618 fiel die kleine Herrschaft der von Uchtenhagen an den Landesherrn, der sie in ein landesherrliches Amt, das Amt Freienwalde mit Sitz im Vorwerk Torgelow umwandelte. Sonnenburg wurde ein Vorwerk des Amtes. In diesem Jahr standen im Vorwerk 2 Bullen, 25 Milchkühe, Färsen und Färsenkälber, 29 Ochsen, Stiere und Ochsenkälber und 42 Schweine. Vermutlich wurde das Vorwerk im Dreißigjährigen Krieg zerstört oder lag längere Zeit unbebaut. 1649 waren noch einige Äcker verwachsen.

### 18. Jahrhundert
1704 wurde das Vorwerk an Jacob Sydow in Erbpacht gegeben. Nach dem Amtserbregister von 1704 gehörten damals zum Vorwerk Sonnenburg:
1. das Wohnhaus mit dem Viehstall von 15 Gebinden
2. das Kornbodenhaus mit 11 Gebinden
3. die Schmiede, hier wohnte der Hirte
4. die große Scheune mit 18 Gebinden
5. die Roggenscheune mit 25 Gebinden, daran angebaut war ein Ochsenstall
6. das Stölpen mitten auf dem Hof mit 5 Gebinden
7. das Schäferhaus mit 7 Gebinden
8. der Schafstall mit 24 Gebinden

Nur wenige hundert Meter nördlich lag die Försterei (oder Heidereiterei) Sonnenburg. Das Vorwerk Sonnenburg hatte damals drei Felder mit 333 Morgen und 7 Quadratruten. Die Ertragsfähigkeit der Böden war allerdings sehr unterschiedlich, das 2., 3. und z. T. sogar das 4. Korn bei einer Aussaat (Ao 1700) von 6 Wispel Roggen, 3 Wispel 12 Scheffel Gerste und 2 Wispel, 5 Scheffel Hafer. Eine Wiese beim Hechtsee gehörte zur Hälfte zum Vorwerk Torgelow, die andere Hälfte zum Vorwerk Sonnenburg. Sie konnte in trockenen Jahren zweimal gemäht werden. Dazu gehörte auch die Koppelweide auf der anderen Hälfte der Feldmark Torgelow (Vorwerk Platz der Stadt Freienwalde) und im Bürgerfeld bis an die Stadt Freienwalde. Besäte Flächen waren ausgenommen und durften außer bei Frost nicht betreten werden. Heuer (= 1704) konnte der Pächter 4 bis 5 Fuder Heu einbringen. Er hielt 800 Schafe, musste aber noch Heu zukaufen. Der Anschlag an Rindvieh war 11 Stück, es konnten jedoch bis zu 60 Stück gefüttert werden. Schweine wurden 30 bis 40 Stück gehalten sowie Federvieh. Ein Teil der Feldmark war noch bewachsen, die mögliche Aussaat auf diesem noch nicht geräumten Areal wurde auf 3 bis 4 Wispel geschätzt. Zum Areal des Vorwerks gehörten sechs Seen und Pfuhle, in denen Hechte, Giebeln und Krebse gefangen werden konnte. Sie waren bereits damals sehr verwachsen. Nach dem Urmesstischblatt 3250 Freienwalde von 1844 waren Sandpfuhl und Schwarzes Luch verlandet. Zusammen mit dem Vorwerk Torgelow hatte man die Hütung auf der zur Stadt Freienwalde gehörigen anderen Hälfte der Feldmark Torgelow, Platz genannt und auf dem Bürgerfeld.
1723 hieß der Pächter („Arrendator“) Peter Elßholtz, sein Nachfolger war Christian Friedrich von Willer. Das Wohnhaus war allerdings ziemlich baufällig geworden, sodass dem neuen Pächter das Heidereitereihaus zugesichert wurde. Die jährliche Pacht betrug 90 Taler. 1725 war Ludwig Sydow Pächter des Amtes Freienwalde und auch des Vorwerkes Sonnenburg. Die Stadt Freienwalde verpachtete ihm auch ihr Vorwerk Platz. Das Vorwerk Sonnenburg hatte in den drei Feldern 981 Morgen 29 Quadratruten Acker. Nach Abzug der Brache sollte er dafür 207 Taler 3 Groschen und 9 Pfennige Pacht bezahlen. Die 10 Kühe wurden mit je Stück 2 Taler, 6 Stücke Güstvieh mit je 12 Groschen, 600 Schafe pro hundert mit 14 Talern, Schweine und Federvieh pauschal mit 3 Talern und die Gartennutzung ebenfalls mit 3 Talern angesetzt. Insgesamt sollte er also 320 Taler 3 Groschen und 9 Pfennige jährliche Pacht entrichten. Er wollte dagegen nur 250 Taler Pacht geben, da gar kein Viehbestand vorhanden sei und die weit entfernt gelegenen Wiesen durch die Wildschweine umgegraben und nutzlos seien. 1747 pachtete das Große Militärwaisenhaus Potsdam das Vorwerk Sonnenburg für 423 Taler und 5 Groschen.
1766 wurde das Vorwerk Sonnenburg vom Sohn des Amtmanns des Amtes Freienwalde Münchehoff bewirtschaftet. Er hielt auf Sonnenburg 10 Ochsen, 300 Schafe und 9 Stück Rindvieh und 22 Stück Jungvieh. 1775 gab es in Sonnenburg neben den Wirtschaftsgebäuden nur ein Wohngebäude, in dem sechs Personen wohnten und eine Schäferei.

### 19. Jahrhundert
Bis 1801 war eine kleine Büdnerkolonie entstanden, in der vier Büdner und vier Einlieger wohnten; insgesamt lebten 44 Personen in Sonnenburg. 1811 bekam der Kupferstecher Johann Friedrich Frick gegen ein Erbstandsgeld von 10.000 Talern und eine jährliche Abgabe von 1160 Talern die Vorwerke Torgelow und Sonnenburg. Der Kontrakt begann mit Trinitatis (22. Mai.) 1812. Bereits in diesem Jahr begann er mit dem Bau eines neuen Gutshauses in Sonnenburg. Für seine Investitionen wurde die jährliche Pacht auf 856 Taler reduziert. 1830 bekam Frick für seine Güter Torgelow und Sonnenburg zusammen die „Eigenschaft eines landtagsfähigen Rittergutes“. Diese (bedingte) Eigenschaft vererbte sich auf seine ehelichen Nachkommen, sofern die beiden Güter nicht getrennt wurden. Die beiden Vorwerke wurden ihm dann für eine geringe Kaufsumme eigentümlich überlassen. 1836 verkaufte er die Vorwerke Torgelow und Sonnenburg für 60.000 Taler an den Rentier August Kabrun. Auch Kabrun erhielt die bedingte Ritterguts-Eigenschaft für Sonnenburg und Torgelow durch „Allerhöchsten Erlass“ vom 27. April 1837. August Kabrun wiederum verkaufte sie 1840 (mit Verlust) um 58.000 Taler an die Baronin Auguste von Goellnitz geb. Olberg, Frau des Barons Hans von Goellnitz. 1840 gab es in Sonnenburg 9 Wohnhäuser, und zur nördlich des Gutes stehenden Försterei gehörte ein Wohnhaus. 1848 verkaufte die Baronin das Gut Sonnenburg/Torgelow für 116.000 Taler an Johann Gottfried Kreitling aus Niederschönhausen. Dieser tauschte Sonnenburg und Torgelow gegen das Gut Landhof bei Wriezen, das dem in Berlin ansässigen Carl Hellwig gehörte. Hellwig verpachtete das Gut an Andreas Ackermann; ihm folgte sein Sohn Adolf Ackermann nach. 1851 ging Hellwig in Konkurs und aus der Konkursmasse erwarb Hans Grunow das Gut um 83.100 Taler. Bereits 1852 verkaufte er es wieder an den Kaufmann Hermann Jung für 95.800 Taler. Jung erhielt die bedingte Ritterguts-Eigenschaft durch „Allerhöchste Ordre“ vom 2. November 1856. 1856 verkaufte die Stadt Freienwalde die sog. Torgelower Kämmerei für 11.000 Taler an Jung. Die Kämmerei war ein Streifen Kiefernwald, den die Stadt Freienwalde 1847 bei der Ablösung der Hütungs- und Mastgerechtigkeit der Vorwerke Torgelow und Platz erhalten hatte. 1852 wurden auf Sonnenburg 13 Ochsen als Zugtiere gehalten. Im Schlosspark wurde Wein angebaut und eine Maulbeerplantage unterhalten. Man dachte an die Einrichtung einer Seidenraupenzucht. Auch Bienen wurden gehalten. In diesem Jahr wurde auch das schlossartige Gutshaus grundlegend erneuert und ein Uhrenturm hinzugefügt.
1860 wurden in Sonnenburg 10 Wohnhäuser und 17 Wirtschaftsgebäude verzeichnet. Die nahegelegene Oberförsterei Sonnenburg zählte ein öffentliches Gebäude und drei Wirtschaftsgebäude. Sie gehörte nicht zum Gutsbezirk Torgelow/Sonnenburg, sondern zum Gutsbezirk Forstrevier Freienwalde. Auf dem Areal des Gutes Sonnenburg wurde 1864 Braunkohle abgebaut (Gruben Capitain, Edmund und Mann). Die Gruben Capitain, Edmund und Mann wurden in diesem Jahr zusammen mit den Gruben Freienwalde und General bei Freienwalde, Caroline bei Rathsdorf, Martin bei Altranft, Gute Hoffnung bei Franzenshof und Haselhof bei Haselhof zur Bergwerksgesellschaft Thaer mit Sitz in Freienwalde vereinigt.
1864 wurde das Rittergut Sonnenburg/Torgelow getrennt; Jung verkaufte das Vorwerk Torgelow für 100.00 Taler an den Rittergutsbesitzer Wilhelm von Jena, der in Cöthen ansässig war. Der Verkauf beinhaltete auch die sog. Torgelower Kämmerei. Die Rittergutseigenschaft wurde Jung aber auch auf das Gut Sonnenburg allein gewährt. 1878 verkaufte er auch das Gut Sonnenburg für 442.500 Mark an den Rentier Friedrich Satow.

### 20. Jahrhundert
Um 1900 standen bereits 12 Wohnhäuser in Sonnenburg. 1905 ging das Rittergut Sonnenburg in den Besitz der Landbank Berlin über, und 1906 erwarb es der Bankdirektor Ludwig Roland gen. Lücke, wohnhaft in Berlin-Grunewald. Nach seinem Tod verkaufte seine Witwe das Gut 1917 an Max Rüping. 1924 wechselte das Gut Sonnenburg für eine Million Goldmark erneut den Besitzer, an Curt Saß. 1929 wurde der Gutsbezirk Sonnenburg mit dem größeren Teil des Gutsbezirkes Sonnenburg-Torgelow Forst zur Gemeinde Sonnenburg vereinigt. Ein Teil des Sonnenburger Gutsbezirkes, die sog. Sonnenburger Wiesen, kamen an die Stadt Freienwalde. Der Schutzbezirk Torgelow ging an die Gemeinde Dannenberg/Mark. Sonnenburg wurde damit selbständige Landgemeinde.
1931 gab es 14 Wohnhäuser im Ort. 1936 erwarb Joachim von Ribbentrop das Gut; Ribbentrop war zu diesem Zeitpunkt deutscher Botschafter in London, ab 1938 Reichsaußenminister. Er nutzte das Anwesen auch zur Zucht von Pferden. Im Winter 1944/45 wurde das Büro des Reichsaußenministeriums, dessen Leiter Ribbentrop war, nach Sonnenburg verlegt. Im Frühjahr 1945 stellte es seine Arbeit ein, da die Front Sonnenburg erreichte.
Nach dem Zweiten Weltkrieg wurde das Gut enteignet, im Gutshaus wurden Flüchtlinge untergebracht. In der Bodenreform von 1946 wurden 127 ha aufgeteilt: 110 ha gingen an 11 Umsiedler und 17 ha an fünf Landarbeiter und landlose Bauern. Bereits 1953 entstand eine Landwirtschaftliche Produktionsgenossenschaft (LPG) im Ort. Bereits 1957 erfolgte der Zusammenschluss mit der LPG Typ III in Altranft. Im selben Jahr wurde Sonnenburg in die Stadt Bad Freienwalde eingemeindet. Ab diesem Zeitpunkt war Sonnenburg ein Ortsteil der Stadt Bad Freienwalde. 1969 unterhielt das Institut für Forstwissenschaften Eberswalde die Revierförsterei in Sonnenburg. Heute ist Sonnenburg ein Wohnplatz der Stadt Bad Freienwalde.
1990 wurde die LPG aufgelöst und die Gutsanlage kam wieder in Privatbesitz. Sie stand lange Zeit leer und verfiel. 2008 kaufte eine Berliner Künstlerin, Evelyne Bülow, das Anwesen. Das Verwalterhaus sollte zu Ferienwohnungen und zu einem Café umgebaut werden. Mit der Sanierung des Gutshauses wurde begonnen. Das Café ist seit Mai 2024 jeweils an Wochenenden geöffnet. Zu Sonnenburg gehört auch die Revierförsterei Sonnenburg.
Bevölkerungsentwicklung von 1734 bis 1946
| Jahr      | 1734 | 1801 | 1817 | 1840 | 1858 | 1895 | 1925 | 1939 | 1946 |
| Einwohner | 34   | 44   | 54   | 104  | 139  | 122  | 100  | 102  | 119  |

## Naturschutz
Bis an den südlichen Ortsrand (unter Einschluss des Sandpfuhls) reicht das 562 ha große Naturschutzgebiet Hutelandschaft Altranft-Sonnenburg.

## Denkmale
Die Denkmalliste des Landes Brandenburg für den Landkreis Märkisch-Oderland verzeichnet zwei Denkmale, das Bodendenkmal
- Nr. 60490 Dorfkern des deutschen Mittelalters, Dorfkern der Neuzeit, Turmhügel deutsches Mittelalter

und das Baudenkmal:
- Nr. 09180221: Gutsanlage Sonnenburg (Sonnenburg 2, 4, 6, 8, 9, 10, 12), bestehend aus Herrenhaus, Park mit Resten der Einfriedungsmauer und Puppenhaus, Gutshof mit Inspektorhaus (Ruine), Pferdestall, Kuhstall, Scheune, Speicher sowie vier Wohnhäusern mit Nebengebäuden

Das Gut geht vermutlich auf einen Versorgungshof für die Burg Sonnenburg zurück. Anfang des 17. Jahrhunderts wurde es durch das Amt Freienwalde als Vorwerk eingerichtet. Ab 1812 wurde dann das heutige Gut erbaut, das Gutshaus ist ein zweigeschossiger Bau. Er besteht aus einem Mittelbau und zwei Seitenflügeln. Auf dem mittleren Gebäude befindet sich ein Glocken- und Uhrenturm. Das Gutshaus wurde ab 1812 errichtet. Im Jahre 1838 wurde der Mittelteil des Hauses um ein Geschoss erweitert. 1858 kam der Uhrenturm hinzu und die Fassade wurde im Stil des Spätklassizismus umgestaltet. 1936 erfolgten weitere größere Umbauten, die von Albert Speer geplant wurden. Es wurde bei diesen Umbauten auch ein Bunker gebaut. 1947 wurde der Bunker gesprengt, wobei die Fassade des Gutshauses beschädigt wurde. Die Fassade wurde vereinfacht wieder aufgebaut. Nach dem Zweiten Weltkrieg wurden im Gutshaus zunächst Flüchtlinge untergebracht. Später wurde das Gutshaus von der LPG als Konsum, Kulturraum und Kantine genutzt. 2008 wurde das Gutshaus von einer Unternehmerin erworben, die das Anwesen sanieren will.
Beidseitig des Hofes stehen die Wohn- und Wirtschaftsgebäude, die teils verfallen, teils wieder bewohnt sind. Weiter gehören zum Gut zwei Gutsarbeiterhäuser. Eins der Häuser wurde 1870 erbaut, das andere 1910. Der Gutspark ist zurzeit stark verwildert.

## Belege